# Califat

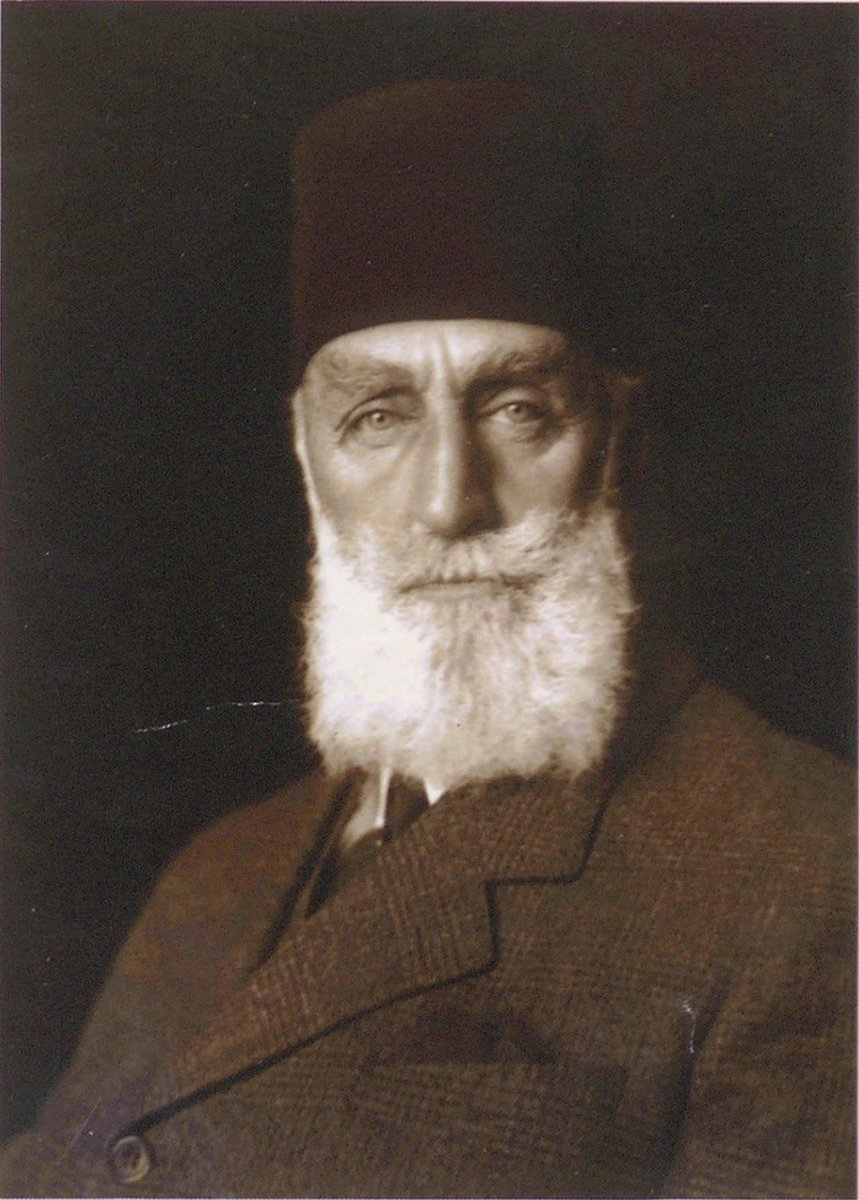
L'últim califa de l'islam, Abdul Mejid II

El terme califat (àrab: خلافة, khilāfa; turc: hilafet) fa referència al primer sistema de govern establert en l'islam i va representar la unitat entorn del líder de l'umma (comunitat musulmana). En teoria, es tracta d'una república constitucional aristocràtica (sent la constitució la constitució de Medina), el que significa que el cap de l'estat, el califa, així com altres funcionaris, són representants del poble i de l'islam i han de governar d'acord amb la llei constitucional i religiosa, o xaria. En els primers temps, tenia elements compartits amb una democràcia directa.
Va ser inicialment liderat pels deixebles de Mahoma com una continuació del sistema religiós establert pel Profeta, coneguts com a 'califes raixidun'. Un "califat" és també un estat que implementa aquest tipus de sistema polític. El califa era també la màxima autoritat de l'imperi islàmic.

## Califats de l'islam
Van sorgir o es van crear els següents califats, fins a la seva abolició el 1924:
- Califat dels quatre califes ortodoxos (632-661). Escollits per la comunitat. Únic califat reconegut per sunnites i xiïtes.
- Califat Omeia (661-756). Primer califat hereditari d'orientació sunnita. La seva capital va ser Damasc)
- Califat Abbàssida (756-1517). D'orientació sunnita. La seva capital va ser Kufa (756-762), després Bagdad (763-1258) i finalment el Caire (1258-1517).
- Califat Fatimita (909-1171). D'orientació xiïta. Les seves capitals van ser Kairuan (909-973) i el Caire (973-1171).
- Califat omeia de Còrdova (929-1031). D'orientació sunnita.
- Califat Otomà o Imperi Otomà (1517-1924). D'orientació sunnita. Les seves capitals van ser Edirne i Istanbul (1453-1924). Turquia va abolir el califat en la reforma constitucional de 1924.

A més, l'Imperi Almohade (1145-1269), amb capital a Marràqueix, encara que no va ser oficialment un califat ni el seu governant va usar el títol de califa, sí que va fer ús d'un tractament habitualment associat al califa: el de príncep dels creients (després heretat pel sultà del Marroc, fins a l'actualitat).

### Època moderna i contemporània
Hussayn ibn Alí, xerif de la Meca, després de la caiguda de l'Imperi Otomà i enmig dels debats que recorrien el món islàmic sobre la recuperació del recent abolit califat, va utilitzar durant uns anys, fins a la seva mort, el títol de 'califa'.
L'islamisme polític contemporani somnia en restablir aquesta institució, considerant que és l'únic marc legítim per a dirigir "correctament" l'umma, o comunitat dels creients. N'és un exemple la instauració de l'autoproclamat "califat" de l'Estat Islàmic a la zona de Síria i l'Iraq.